# Цой, Ольга Семёновна
Ольга Семёновна Цой (1924—2002) — советская звеньевая колхоза имени Ворошилова Каратальского района Талды-Курганской области Казахской ССР, Герой Социалистического Труда.
Родилась в крестьянской семье. Кореянка. В середине 1930-х годов, на волне переселения корейцев, с родителями была вывезена в Казахстан, в Талды-Курганскую область. С детства вместе с родителями трудилась в поле. В 1939 году, после окончания семи классов, пошла работать в колхоз полеводом.
В 1944 года работала разнорабочей в колхоз имени Ворошилова Каратальского района Талды-Курганской области. Вскоре правлением была назначена руководителем полеводческого звена по выращиванию риса. В первый же год вывела своё подразделение в лидеры. В 1946 году звено Ольги Цой собрало по 30 центнеров риса с гектара, перевыполнив план.
В 1947 году колхоз начал выращивание сахарной свеклы и девушку перевели звеньевой начинающих свекловодов. Приступая к новому делу Ольга Цой составила подробный план работы, по которому каждый член её звена должен был, прежде всего, пройти специальное обучение по агротехнике выращивания сахарной свеклы. Зимой члены её звена учились, заготавливали удобрения для подкормки растений, запасались семенами, изготавливали необходимый сельхозинвентарь. За звеном было закреплено 10 гектаров пашни для выращивания сахарной свеклы. Несмотря на огромную площадь, посев семян выполнили за один день, стремясь не потерять драгоценную влагу земли после вспашки. С двух гектаров звено собрало по 809,65 центнеров сахарной свеклы, а с остальных полей по 349.
Указом Президиума Верховного Совета СССР за получение высоких урожаев сахарной свеклы от 28 марта 1948 года Цой Ольге присвоено звание Героя Социалистического труда с вручением Ордена Ленина и золотой медали «Серп и Молот».
В том же 1948 году уехала в Ленинград, поступила в Ленинградский государственный университет, на восточный факультет по специальности филолог корейского языка. В 1953 году получила диплом о высшем филологическом образовании.
С 1955 по 1962 год работала на заводе им. Козицкого. До 1971 года трудилась в различных научно-исследовательских учреждениях Ленинграда. С 1971 года по 1980 год являлась старшим инженером на факультете прикладной математики Ленинградского государственного университета.
Похоронена на Северном кладбище Санкт-Петербурга. Награждена орденом Ленина, медалями.